# Илия Ленков
Илия Ангелов Ленков е български офицер, генерал-майор.

## Биография
Роден е на 13 юли 1930 г. в хасковското село, днес град Любимец. През 1945 г. завършва основно образование в родното си село. През 1949 г. завършва гимназия. От 1949 до 1950 г. работи като работник в ТКЗС. Между 1950 и 1951 г. учи във Военното училище в София. След това е назначен за командир на взвод в тридесет и трети мотострелкови полк до 1952 г. Между 1952 и 1955 г. е командир на минохвъргачна рота в полка. От 1955 до 1956 г. е командир на рота в същия полк. В периода 1956 – 1958 г. е помощник началник-щаб на полковата артилерия на тридесет и трети мотострелкови полк. През 1958 г. за кратко е началник на щаба на артилерийски дивизион в 20-и артилерийски полк. Между 1958 и 1959 г. изкарва курс за командири на артилерийски дивизиони в Народното военно артилерийско училище в Шумен. След това е назначен за началник на полковата школа на 20-и артилерийски полк (1959 – 1960). От 1960 до 1961 г. е последователно командир на трети артилерийски дивизион в същия полк и помощник-началник на служба СО и техника и АВ в 1 ад. В периода 29 август 1961 – 29 юли 1965 г. учи във Висшата артилерийска академия в Санкт Петербург.
Между 30 юли и 15 октомври 1965 г. е на разпореждане на Управление „Кадри“. От 16 октомври 1965 и 14 октомври 1968 г. началник на щаба на 2-ри ракетен дивизион на 66-а ракетна бригада в Ямбол. В периода 15 октомври 1968 – 29 септември 1972 г. е командир на 1-ви ракетен дивизион на същата бригада. Между 30 септември 1972 и 9 октомври 1973 г. е началник-щаб на бригадата. От 10 октомври 1973 до 22 август 1976 г. е командир на 66-а ракетна бригада и изпратен да учи във Военната академия на Генералния щаб на СССР.. След като се завръща отново е назначен за командир на бригада от 23 август 1976 до 29 септември 1978 г. Между 30 септември 1978 и 14 септември 1980 г. е началник на Ракетните войски и артилерията на първа армия. След това до 29 септември 1983 г. е командващ Ракетните войски и артилерията на първа армия. В периода 30 септември 1983 – 31 август 1990 г. е заместник-командващ Ракетни войски и артилерията на Сухопътните войски в Българската армия. Между 1 септември 1990 и 9 декември 1991 г. е на разпореждане на Управление „Кадри“ по щат А-187 за лечение и по щат А-144 за уволнение. На 10 декември 1991 г. излиза в запаса. Умира на 8 юли 1998 г.

## Образование
- Военно училище в София –1950-1951
- Народното военно артилерийско училище – 1958 – 1959, курс
- Висша артилерийска академия, СССР – 29 август 1961 – 29 юли 1965 г.
- Военната академия на Генералния щаб на СССР – 10 октомври 1973 – 22 август 1976 г.

## Военни звания
- младши лейтенант (9 септември 1951)
- лейтенант (8 май 1952)
- старши лейтенант (30 април 1954)
- капитан (7 май 1957)
- майор (31 август 1961)
- подполковник (12 октомври 1966)
- полковник (8 септември 1971)
- генерал-майор (7 септември 1985)[5]

## Награди
- Медал „За безупречна служба“ – II ст.
- Медал „30 години социалистическа революция“
- „9 септември 1944 г.“ – III ст. с мечове
- „Червено знаме“
- Медал „1300 години България“